# GKK Gorzów Wielkopolski
GKK Gorzów Wielkopolski – polski klub koszykarski z Gorzowa Wielkopolskiego istniejący w latach 2007–2013.
Drużyna zadebiutowała w rozgrywkach III ligi w sezonie 2008/2009 jako NGR Technologie GORBUD AWF Gorzów Wielkopolski. Od sezonu 2010/2011 zespół występował pod nazwą GKK i wygrywając rozgrywki awansowała do II ligi. Rundę zasadniczą w sezonie 2011/2012 gorzowscy koszykarze ukończyli na 12. miejscu – przegrywając w decydujących meczach o utrzymanie w lidze z Żyrardowianką Żyrardów. Sezon 2012/2013 klub występujący jako Ebis Basket GKK Gorzów Wielkopolski ukończył na 8. miejscu. W następnym sezonie gorzowska drużyna ze względu na kłopoty finansowe nie przystąpiła do rozgrywek ligowych.
W drużynie występowali m.in.: Karol Cierzniewski, Tomasz Ejsmont, Marcin Pławucki i Wojciech Rogacewicz. Trenerami drużyny byli kolejno: Zbigniew Wilmiński i Łukasz Andrzejewski, Sławomir Szulczyk, Janusz Wierzbicki i Andrzej Stanek oraz w ostatnim sezonie: Karol Brzozowski i Andrzej Stefanowicz. Prezesami klubu byli Andrzej Stefanowicz i Robert Pawłowski.

## Poszczególne sezony
| Sezon     | Rozgrywki ligowe | Rozgrywki ligowe | Rozgrywki ligowe | Rozgrywki ligowe | Rozgrywki ligowe | Puchar Polski |
| Sezon     | Poziom           | Liga             | Mecze            | Bilans           | Miejsce          | Puchar Polski |
| --------- | ---------------- | ---------------- | ---------------- | ---------------- | ---------------- | ------------- |
| 2008/2009 | 4                | III liga         | ?                | ?                | ?                |               |
| 2009/2010 | 4                | III liga         | ?                | ?                | ?                |               |
| 2010/2011 | 4                | III liga         | ?                | ?                | 1                |               |
| 2011/2012 | 3                | II liga          | 29               | 8–21             | 12               |               |
| 2012/2013 | 4                | III liga         | 18               | 5–13             | 8                |               |